# 山村順次
山村 順次（やまむら じゅんじ、1940年（昭和15年）- 2021年（令和3年）11月22日）は、日本の地理学者、元城西国際大学観光学部客員教授、千葉大学名誉教授。日本温泉地域学会名誉会長。日本における観光地理学の草分けであり、おもに温泉観光地域を対象とした観光地域論を専門としている。

## 略歴
- 1940年（昭和15年） - 大分県別府市に生まれる
- 1963年（昭和38年） - 広島大学文学部地理学科卒業[2]
- 1968年（昭和43年） - 東京教育大学（筑波大学の前身）大学院理学研究科博士課程単位取得、千葉敬愛短期大学専任講師[2]
- 1969年（昭和44年） - 京教育大学から理学博士号を取得[3]、大東文化大学助教授[2]
- 1974年（昭和49年） - 文部省初等中等教育局 教科書調査官[2]
- 1983年（昭和58年） - 千葉大学教育学部教授となる。
- 2006年（平成18年） - 千葉大学名誉教授及び城西国際大学観光学部教授となる。
- 2010年（平成22年） - 城西国際大学観光学部客員教授となる。
- 2012年（平成24年） - 日本温泉地域学会常務理事となる。
- 2021年（令和3年） - 死去。叙正四位、瑞宝中綬章追贈。

## おもな著書

### 単著
- 志賀高原観光開発史、徳川林政史研究所、1975年
- 日本の温泉地 : その発達・現状とあり方、日本温泉協会、1987年
- 世界の温泉地 : 温泉リゾートの発達と現状、大明堂、1990年
- 観光地域論 : 地域形成と環境保全、古今書院、1990年
- 観光地の形成過程と機能、御茶の水書房、1994年
- 新観光地理学、大明堂、1995年（のち、2004年に原書房版あり）
- 世界の観光地 1（アングロアメリカ）、大明堂、1997年
- 世界の観光地 2（ラテンアメリカ・オセアニア）、大明堂、1998年
- 47都道府県・温泉百科、丸善出版、2015年

### 共著
- （浅香幸雄との共著）観光地理学、大明堂、1976年

### 編著
- 図説日本地理 : 日本列島の地域変容、大明堂、1986年（新訂版、2001年）
- 観光地域社会の構築 : 日本と世界、同文舘出版、2006年
- 図説新・日本地理 : 自然環境と地域変容、原書房、2008年
- 観光地理学：観光地域の形成と課題、同文舘出版、2010年（第2版、2012年）